# Jacques Delors
Jacques Lucien Jean Delors (født 20. juli 1925 i Paris, død 27. december 2023) var en fransk økonom og politiker. Han var den første formand for Europa-Kommissionen, der bestred embedet i to perioder (1985-1995). Delors blev i 1950 far til den senere socialistiske politiker, Martine Delors, gift Aubry.
I 1940'erne og 1960'erne havde Delors en række forskellige poster inden for bankverdenen og den franske centraladministration. I 1969 blev han rådgiver for premierminister Jacques Chaban-Delmas, der tilhørte gaullistpartiet.
I 1974 blev han medlem af socialistpartiet (PS). Han var valgt til Europaparlamentet fra 1979-1981. Under præsident François Mitterrand bestred Delors en række økonomiske ministerposter fra 1981-1984.
I 1985 blev Delors formand for Europa-Kommissionen. Han betragtes almindeligvis som en af de stærkeste formænd som Kommissionen har haft. Delors spillede en central rolle i relanceringen af den europæiske integrationsproces i 1980'erne og navnlig tilskrives han etableringen af det Indre marked, der trådte i kraft den 1. januar 1993 på baggrund af en "hvidbog" udarbejdet af hans administration.